# Eugenia cowanii
Eugenia cowanii är en myrtenväxtart som beskrevs av Mcvaugh. Eugenia cowanii ingår i släktet Eugenia och familjen myrtenväxter. Inga underarter finns listade i Catalogue of Life.